# Fosie municipalsamhälle
Fosie municipalsamhälle var ett municipalsamhälle i Fosie landskommun i Malmöhus län, vilket inrättades genom kungligt brev av den 30 maj 1919 och upphörde då hela landskommunen inkorporerades i Malmö stad den 1 januari 1931. Folkmängden i municipalsamhället var 1 555 (1920) och 4 163 (1930).
År 1910 beslutade Fosie kommunalstämma att ingå till Malmö stad med frågan om inkorporering av byarna Fosie och Hindby, samtidigt som en inkorporeringskommitté tillsattes. Anledningen var den växande inflyttningen och de sanitära olägenheter som denna ansågs leda till på sikt. En stor del av denna befolkning var dessutom sysselsatt i olika industrier belägna innanför stadsgränsen. Frågan upptogs samma år i stadsfullmäktige av läkaren Thure Petrén, som hade stort intresse för hygieniska frågor. Detta gav dock ej något resultat och frågan kom att fördröjas ytterligare på grund av första världskriget.
Då ingen inkorporering kommit till stånd bildades i stället genom kungligt brev av den 30 maj 1919 Fosie municipalsamhälle, vilket omfattade det tätbebyggda området i Fosie längs gamla Trelleborgsvägen från stadsgränsen till söder om Kulladals station vid Malmö–Trelleborgs Järnväg, Fosie nr. 5, 9, 10 och 18 samt tätbebyggelsen på Hindby nr. 1, 2 och 6. I dessa områden kom ordningsstadgan samt hälsovårdsstadgans föreskrifter rörande stad att tillämpas.
Redan 1921 väcktes åter frågan om inkorporering och en ny framställning gjordes till Malmö stad. Frågan upptogs samma år som en motion i stadsfullmäktige av Anton Hjalmarsson. Efter förhandlingar beslutade Fosie kommunalfullmäktige att hos Kammarkollegium ansöka om inkorporering. Kammarkollegium gav Fritz Hallberg i uppdrag att göra en utredning, vilken var klar i januari 1924. Det långdragna remissarbetet avslutades först i januari 1928 och gav till resultat att Malmö stad motsatte sig inkorporering av ekonomiska skäl. Frågan avgjordes dock slutgiltigt av Kungl. Maj:t, som den 31 december 1929 beslutade att Fosie landskommun, inklusive municipalsamhället, skulle införlivas i Malmö stad från 1931.